# 乔式祖
乔式祖，山西浮山人，是一名清朝政治人物。
乔式祖曾于1744年接替许逢元任青浦县知县一职，1745年由李灼接任。